# 高木達也
高木 達也（たかぎ たつや、9月2日 - ）は、日本の男性声優。東京都出身。シグマ・セブン所属。

## 出演

### テレビアニメ
2012年
- 妖狐×僕SS（男子2）
- さんかれあ（メガネの男）
- 絶園のテンペスト 〜THE CIVILIZATION BLASTER〜（部下J）
- ソードアート・オンライン（野次馬）

2014年
- Re:␣ ハマトラ（警官C）

2015年
- 学戦都市アスタリスク（2015年 - 2016年、学生B、救助隊員、ギャラリー、機械音声）
- ガッチャマン クラウズ インサイト（岸田泰之）

2017年
- アイドルマスター SideM（チームメイト）

2018年
- ゴールデンカムイ（兵士たち）
- 夢王国と眠れる100人の王子様（ユメクイ）

2022年
- アークナイツ（2022年 - 2025年、レユニオン兵、スノーデビルB、サルカズ兵、伝令兵） - 3シリーズ

### 劇場アニメ
- スタードライバー THE MOVIE（2013年）
- 劇場版 響け!ユーフォニアム〜誓いのフィナーレ〜（2019年、吹奏楽部員）

### OVA
- 未確認で進行形（2014年、福引係）※BD / DVD第1巻特典OVA

### 吹き替え
- かけがえのない人（アビー）
- リベンジ・オブ・ザ・グリーン・ドラゴン（ポール〈ハリー・シャム・ジュニア〉）

### ムービーコミック
- BeeTV カメレオン（相沢直樹）
- BeeTV アゴなしゲンとオレ物語（茶羽根太一）
- BeeTV ビー・バップ・ハイスクール
- Beeマンガ 闇金ウシジマくん  （柄崎貴明）

### 特撮
- 帰ってきた特命戦隊ゴーバスターズVS動物戦隊ゴーバスターズ（2013年、ショベルローダーの声）
- 仮面ライダー×仮面ライダー 鎧武&ウィザード 天下分け目の戦国MOVIE大合戦（2013年、武神の声）
- 動物戦隊ジュウオウジャー（2016年、相撲アナウンスの声）

### その他コンテンツ
- マイケル・サンデル 究極の選択
- スタンフォード白熱教室
- 行列のできる法律相談所
- 不可思議探偵団
- もしものピンチ教習所
- ザ・ハンティング
- 知っとこ!世界の朝ごはん世界一周の旅
- 発掘アジアドキュメンタリー
- 熱いインド 女達の評議会
- 性の不思議
- 野生動物の楽園
- 衝撃の瞬間
- シャークマン 巨大ザメ捕獲大作戦
- 伊集院光 深夜の馬鹿力 - 『Yahoo! クソ袋』コーナーの質問文の読み上げ
- アニカル部!
- 日立 世界・ふしぎ発見!（ボイスオーバー）

### シリーズ一覧
1. ↑  第1期『【黎明前奏/PRELUDE TO DAWN】』（2022年）、第2期『【冬隠帰路/PERISH IN FROST】』（2023年）、第3期『【焔燼曙明/RISE FROM EMBER】』（2025年）